# Rhodium(II)-acetat
Rhodium(II)-acetat ist eine chemische Verbindung des Rhodiums aus der Gruppe der Acetate.

## Gewinnung und Darstellung
Rhodium(II)-acetat wird gewöhnlich durch Erhitzen von Rhodium(III)-chloridhydrat in Essigsäure oder in Methanol mit Natriumacetat hergestellt.

## Eigenschaften

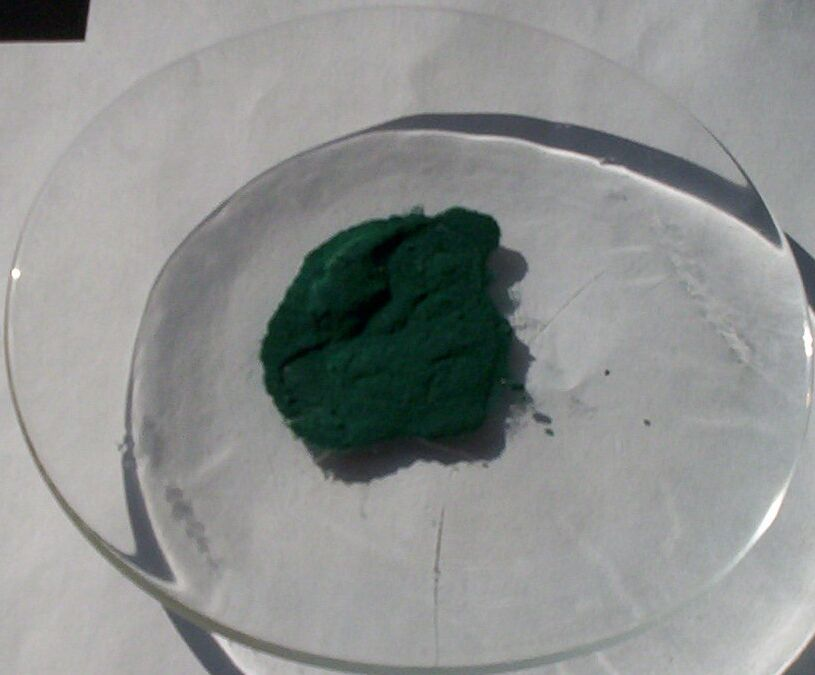
Rhodium(II)-acetat

Rhodium(II)-acetat ist ein geruchloser grün-schwarzer Feststoff, der löslich in Wasser ist. Er besitzt eine dimere Struktur. Das Dihydrat hat eine Kristallstruktur mit der Raumgruppe C2/c (Raumgruppen-Nr. 15).

## Verwendung
Rhodium(II)-acetat wird in der organischen Chemie als Katalysator verwendet. Es bildet mit Diazoverbindungen, die eine benachbarte Carbonylgruppe besitzen, Carbene. Aus den Carbenen können unter anderem Cyclopropane dargestellt werden. Auch für die Gewinnung von Yliden und für Insertionsreaktionen können Rhodium-Carbene eingesetzt werden. Es wird auch bei der Funktionalisierung von Fullerenen zu Polymeren verwendet und ist ein effizienter Katalysator für den Wasserstofftransfer von 2-Propanol zu Cyclohexanon und anderen ungesättigten Verbindungen.